# Mansfield Town Football Club 2015-2016
Questa voce raccoglie le informazioni riguardanti il Mansfield Town Football Club nelle competizioni ufficiali della stagione 2015-2016.

## Rosa
| N. |                             | Ruolo | Calciatore      |
| -- | --------------------------- | ----- | --------------- |
| 1  | Scozia (bandiera)           | P     | Scott Shearer   |
| 2  | Inghilterra (bandiera)      | D     | Liam Marsden    |
| 3  | Inghilterra (bandiera)      | D     | Malvind Benning |
| 4  | Inghilterra (bandiera)      | D     | Mitch Rose      |
| 5  | Inghilterra (bandiera)      | D     | Luke Jones      |
| 6  | Inghilterra (bandiera)      | D     | Lee Collins     |
| 7  | Irlanda del Nord (bandiera) | C     | Adam Chapman    |
| 8  | Inghilterra (bandiera)      | C     | Chris Clements  |
| 9  | Inghilterra (bandiera)      | A     | Chris Beardsley |
| 10 | Inghilterra (bandiera)      | A     | Matt Green      |
| 12 | Danimarca (bandiera)        | P     | Brian Jensen    |
| 14 | Inghilterra (bandiera)      | A     | Oliver Palmer   |
| 15 | Inghilterra (bandiera)      | D     | Ryan Tafazolli  |

| N. |                        | Ruolo | Calciatore          |
| -- | ---------------------- | ----- | ------------------- |
| 16 | Inghilterra (bandiera) | A     | Emmanuel Dieseruvwe |
| 17 | Inghilterra (bandiera) | C     | Matty Blair         |
| 18 | Tanzania (bandiera)    | A     | Adi Yussuf          |
| 19 | Bermuda (bandiera)     | C     | Reggie Lambe        |
| 20 | Inghilterra (bandiera) | C     | Jack Thomas         |
| 21 | Inghilterra (bandiera) | C     | Adam Murray         |
| 23 | Irlanda (bandiera)     | D     | Sean Kavanagh       |
| 24 | Inghilterra (bandiera) | C     | Jamie McGuire       |
| 27 | Galles (bandiera)      | D     | Daniel Alfei        |
| 30 | Inghilterra (bandiera) | C     | Joe Fitzpatrick     |
| 31 | Inghilterra (bandiera) | C     | James Baxendale     |
| 35 | Inghilterra (bandiera) | D     | Corbin Shires       |
|    | Inghilterra (bandiera) | D     | Krystian Pearce     |